# Я захватываю замок
«Я захва́тываю за́мок» (англ. I Capture the Castle) — дебютный роман британской писательницы Доди Смит, написанный в годы Второй мировой войны и опубликованный в 1948 году в Нью-Йорке. Произведение создавалось на фоне вынужденного переезда автора в Калифорнию, и в нём она запечатлела тоску по дому и более счастливым временам, относящимся к 30-м годам XX века.
В романе описываются приключения эксцентричного семейства Мортмейнов, которое сводит концы с концами в полуразрушенном замке. Повествование ведётся от первого лица в форме дневника главной героини Кассандры, где в полной мере раскрывается её история взросления и становления из девочки в начале в молодую женщину в конце.
Роман считается классикой британской литературы XX века, а в 2003 году он был помещён на 82-е место в списке 200 лучших романов по версии Би-би-си.

## Сюжет
Действие романа происходит с апреля по октябрь в течение одного года в 1930-х годах. Семья Мортмейн благородна, бедна и эксцентрична. Отец Кассандры — писатель, страдающий от творческого кризиса, который ничего не публиковал со времён своей первой книги «Борьба Иакова», новаторского модернистского романа, который хорошо продавался и сделал ему имя, в том числе в Соединённых Штатах. За десять лет до начала романа он взял в аренду на сорок лет полуразрушенный, но красивый замок, надеясь найти там вдохновение или уединение. Сейчас его семья распродаёт мебель, чтобы купить еду.